# Готеболд III фон Вазунген
Готеболд III фон Вазунген (на немски: Gotebold III. von Wasungen; * ок. 1107; † сл. 1164) от фамилията фон Хенеберг, е граф на Вазунген в Тюрингия. Споменат е в документи от 1137 до 1164 г.

## Биография
Той е третият син на граф Попо II фон Хенеберг († 1116) и Хелинбург фон Лора († 1133). Внук е на граф Попо I фон Хенеберг, бургграф на Вюрцбург († 1078), и съпругата му графиня Хилдегард фон Шауенбург († 1104), дъщеря на ландграф Лудвиг Брадати от Тюрингия († 1080). Племенник е на граф Годеболд II фон Хенеберг († 1143/1144), граф на Хенеберг и бургграф на Вюрцбург. Брат е на Попо III фон Ирмелсхаузен († ок. 1160), Лудвиг I фон Ленгсфелд-Франкенщайн († сл. 1164) и на Дитбург фон Хенеберг, омъжена за Албрехт фон дер Нордмарк.
Готеболд чрез женитба ок. 1150 г. става наследник на старите господари фон Вазунген. Резиденцията му е в замък Майенлуфт във Вазунген.
През 1140 г. Готеболд III фон Вазунген при епископ Ембрихо фон Вюрцбург († 1146) основава „Св. Якоб“ във Вюрцбург, и през 1156 г. при братовчед му епископ Гебхард фон Хенеберг от Вюрцбург († 1159) прави дарение на манастир „Вехтерсвинкел“.

## Деца
Готеболд III фон Вазунген се жени и има двама сина:
- Попо фон Вазунген (* пр. 1176; † 1199), женен пр. 11 ноември 1192 г. за фон Глайхен, дъщеря на граф Ервин II фон Глайхен († 1193)
- Ото фон Вазунген († 3 март 1200?)